# الوییز (۲۰۱۷)
الوییز (به انگلیسی: Eloise) یک فیلم مهیج به کارگردانی رابرت لگاتو و نویسندگی کریستوفر بورلی است. ستارگان فیلم الیزا دوشکوه، رابرت پاتریک، چیس کرافورد، براندن تی. جکسون، نیکول فورستر و پی. جی. برن هستند. این فیلم در ۳ قوریه ۲۰۱۷ (۱۵ بهمن ۱۳۹۵) توسط ورتیکال اینترتیمنت منتشر شده است.

## بازیگران
- الیزا دوشکوه
- رابرت پاتریک
- چیس کرافورد در نقش ژاکوب مارتین
- براندن تی. جکسون
- نیکول فورستر
- پی. جی. برن
- ریکی واین

## خلاصه فیلم
چهار دوست به منظور پیدا کردن یک گواهی فوت که می‌تواند ارث زیادی را به یکی از آن‌ها برساند، وارد یک آسایشگاه روانی متروکه می‌شوند. اما در این عمارت سرنوشت شومی در انتظارشان است که پیدا کردن گواهی فوت را تبدیل به آخرین خواسته آنها می‌کند و …